# Rapistrum
Rapistrum es un género botánico perteneciente a la familia de las Brassicaceae.  Comprende 47 especies descritas y de estas, solo 2 aceptadas.

## Descripción
La Rapistrum rugosum es una herbácea, de hojas simples y nervación peninervia; filotaxia alterna; simetría radial actinomorfa; cáliz 4 sépalos, libres; corola 4 pétalos, libres, bispóricas; ovario súpero, un solo óvulo

## Taxonomía
El género fue descrito por Heinrich Johann Nepomuk von Crantz y publicado en Classis Cruciformium Emendata' 105–107. 1769. 

## Especies aceptadas
A continuación se brinda un listado de las especies del género Rapistrum aceptadas hasta septiembre de 2013, ordenadas alfabéticamente. Para cada una se indica el nombre binomial seguido del autor, abreviado según las convenciones y usos. 
- Rapistrum perenne(L.) All.
- Rapistrum rugosum (L.) All.